# Parco territoriale attrezzato Fiume Fiumetto
Il parco territoriale attrezzato Fiume Fiumetto è un'area naturale protetta dell'Abruzzo istituita nel 1990.
Occupa una superficie di 74 ha nella provincia di Teramo.